# Ariqah
Ariqah is een plaats in het Syrische gouvernement As Suwayda en telt 3.000 inwoners (2008).